# Lola de Valence (Manet)
Pour les articles homonymes, voir Lola de Valence (homonymie).
Lola de Valence est un tableau réalisé par Édouard Manet en 1862. 

## Description
La toile représente une danseuse vêtue d'habits espagnols traditionnels (Lola Melea), et fait en quelque sorte écho au Chanteur espagnol, peint en 1860. Ces deux peintures sont caractéristiques de la période hispanisante du peintre, au cours de laquelle ce dernier était fortement influencé par l'art espagnol et Diego Vélasquez.
Lola de Valence a la particularité d'être la première œuvre de Manet à avoir suscité une désapprobation quant à l'érotisme suggéré de son thème, ouvrant ainsi la voie aux scandales plus importants du Déjeuner sur l'herbe et d'Olympia.
Baudelaire enthousiasmé par ce tableau a écrit le quatrain :
Entre tant de beautés que partout on peut voir,

Je comprends bien, amis, que le désir balance ;

Mais on voit scintiller en Lola de Valence

Le charme inattendu d'un bijou rose et noir.
Baudelaire souhaitait étendre sa collaboration avec Manet jusqu’à demander l'inscription de « ces vers au bas du portrait, soit au pinceau, dans la pâte, soit sur le cadre en lettres noires ». Finalement, comme l'atteste l’exposition de la toile en 1863, un cartouche où se lisait le quatrain fut fixé au cadre. Le Musée d'Orsay mentionne que le quatrain figure sur un cartel et non sur le cadre, comme le souhaitait Baudelaire. L’épigraphe devint comme un second titre pour le tableau de Manet et brava avec lui un public prêt à l’émeute si l’on en croit Zola. Le texte finit même par supplanter l’image tant dans son compte-rendu de la « Revue du XIXe siècle »,, que dans la mémoire collective où la teneur érotique des vers du poète s’est interposée et a modifié le regard posé sur l'œuvre du peintre.